# Platygeniops exspectans
Platygeniops exspectans är en skalbaggsart som beskrevs av Jan Krikken 1978. Platygeniops exspectans ingår i släktet Platygeniops och familjen Cetoniidae. Inga underarter finns listade i Catalogue of Life.